# Óscar Barrientos
Óscar Barrientos Bradasic (Punta Arenas, 20 de marzo de 1974) es un escritor chileno que ha practicado la poesía, el cuento y la novela.

## Biografía
De origen croata por parte de madre, estudió en el Liceo San José. Siguió Literatura en Universidad Austral de Chile, donde se tituló de profesor de Castellano. Luego hizo allí mismo una maestría en Filología con mención en Literatura Hispánica y, posteriormente, cursó un doctorado en Educación en la Universidad de Salamanca.
En Valdivia, ciudad sede de su alma máter, perteneció al Grupo Mangosta y trabajó en la creación y difusión de la revista de literatura Ciudad Circular.
Publicó su primer poemario, Espada y taberna, en 1988, a los catorce; su primer libro de cuentos, La ira y la abundancia, a los 23; en sacó 2006 la novela breve Remoto navío con forma de ciudad y en lanzó Remoto navío con forma de ciudad, su primera novela de la tetratología sobre Puerto Peregrino, ciudad patagónica ficticia en la que el protagonista es el poeta Aníbal Saratoga. También tiene relatos sobre esta localidad ficticia y los cuentarios respectivos forman una trilogía que fue editada en un tomo por Cinosargo en 2015.
En general, ha tenido buena crítica. Así, Patricia Espinosa ha señalado: “La narrativa cargada de mitos y búsquedas trascendentales parece estar en retirada. Sin embargo, es en el terreno de la ficción orientada a lo fantástico donde siempre es posible actualizarla. El viento es un país que se fue, de Óscar Barrientos, es una novela que va más allá de un contexto epocal o histórico, porque propone como temas de reflexión el viaje, la aventura y lo sagrado, además del lugar mítico y la conjunción de la figura del poeta con la del navegante”. José Miguel Varas, Premio Nacional de Literatura, resaltó su “su riqueza imaginativa y su fuerza de evocación” y señaló que la literatura que hace Barrientos “es única en Chile, tal vez lejanamente emparentada con el imaginismo de Salvador Reyes y de Luis Enrique Délano, pero se diferencia de aquella y en definitiva, creemos que sólo podía surgir en la lejanía austral”. También Alejandro Zambra ha tenido palabras elogiosas para el escritor puntanerense.
Antalogada y traducida, su obra ha recibido diversos premios entre los que destaca el Iberoamericano de Cuentos Julio Cortázar 2015 por «Quillas como espadas», que ese año dio título a una pequeña antología editada en Cuba y que en Chile pasó luego a formar parte del libro Paganas patagonias.
Hombre de izquierdas, participó activamente en la campaña a diputado del parlamentario Gabriel Boric; es partidario del Movimiento Autonomista y del Frente Amplio.
Ha enseñado en diversos colegios (el citado Boric fue alumno suyo) y es profesor de literatura en la Universidad de Magallanes, así como mentor del mentor del grupo literario La Bandada, donde es conocido con el seudónimo de Terodáctilo. 
Es miembro del colectivo Pueblos Abandonados, creado en 2013 junto a Claudio Maldonado, Marcelo Mellado, Daniel Rojas Pachas y Mario Verdugo; el manifiesto del grupo fue firmado también por otros escritores que no estuvieron presentes en la reunión de Llolleo, entre los que figuran Guido Arroyo, Roberto Bescós, José Angel Cuevas, Cristóbal Gaete, Cristián Geisse, Yanko González, Ernesto Guajardo, Carlos Labbé, Javier Milanca, Rosabetty Muñoz, Gabriel Prach, Luis Retamal, Juan Carlos del Río, Mónica Ríos, Florencia Smiths y Cristián Vila.

## Obras
- Espada y taberna, poesía, Ediciones Eolírica, 1988
- Mi ropero es un mar sombrío, poesía, Ediciones Atelí, 1990
- La ira y la abundancia, cuentos, Mosquito Editores, 1997
- El diccionario de las veletas y otros relatos portuarios, cuentos, Editorial Cuarto Propio, 2002
- Cuentos para murciélagos tristes, Cuarto Propio, 2004
- Égloga de los cántaros sucios, poesía, El Kultrún Ediciones, 2004
- Remoto navío con forma de ciudad, novela breve, Cuarto Propio, 2006
- El viento es un país que se fue, 1.ª novela de la tetralogía de Puerto Peregrino; Das Kapital Ediciones, 2009
- Antología portuaria, compilación de cuentos sobre Puerto Peregrino seleccionados por la editoria venezolana El Perro y la Rana, 2010
- Quimera de nariz larga, 2ª novela de la tetralogía de Puerto Peregrino; Piedra de Sol Ediciones, Valdivia, 2011
- Carabela portuguesa, 3ª novela de la tetralogía de Puerto Peregrino, Ediciones La Calabaza del Diablo, 2013
- El barco de los esqueletos, relato con ritmo de ensayo, según definición de Ramón Díaz Eterovic;[7] Pehuén Editores, 2014
- Los fantasmas del viento, cómic,  junto con Mirko Vukasovic y Cristián Escobar, 2014
- Rémoras en tinta, poesía elaborada a partir de notas de prensa; Alquimia Editores, 2014
- Quillas como espadas y otros relatos, Letras Cubanas, 2015
- Trilogía de Puerto Peregrino,[8] los tres cuentarios que transcurren en esta ciudad ficticia; Editorial Cinosargo, 2015. Contiene El diccionario de las veletas y otro relatos portuarios, Cuentos para murciélagos tristes y Remoto navío con forma de ciudad
- Paganas patagonias, cuentos, LOM Ediciones, Santiago, 2018
- Saratoga, las 4 novelas de la tetralogía de Puerto Peregrino, Emecé, 2018. Contiene El viento es un país que se fue, Quimera de nariz larga, Carabela portuguesa y Dos ataúdes, que se publica por primera vez
- El correo del viento, relato (Lom Ediciones), Santiago, 2022.
- Cuaderno antártico, crónica- ensayo (Tusquets, 2022), Santiago 2022.
- El rencor vino del frío, cuentos, (La Pollera Ediciones), Santiago 2023

La estrella del mariachi yugoslavo, novela (Lom Ediciones), Santiago 2024

## Premios y reconocimientos
- Premio María Cristina Ursic de Poesía 1988
- Premio Municipal de Valdivia Fernando Santiván 1998
- Beca de creación literaria del Fondo del Libro y la Lectura (2001)
- Mención honrosa del Premio Municipal de Valdivia Fernando Santiván 2002
- Premio Nacional de Narrativa y Crónica Francisco Coloane 2014 por Carabela portuguesa (Municipalidad de Quemchi y Corporación Cultural y del Libro "Dalca" de Puerto Montt)[9]
- Premio de Cuentos Julio Cortázar 2015 por «Quillas como espadas» (La Habana)
- Premio a la Trayectoria Poética Pablo Neruda 2018 (Fundación Pablo Neruda)[10]
- Miembro de la Academia Chilena de la Lengua 2023